# بحيرة داناو (ليتي)
بحيرة داناو هي بحيرة تقع في جزيرة ليتي في الفلبين، تشتهر البحيرة بجمالها الطبيعي وإحاطتها بالغابات والجبال، مما يجعلها وجهة سياحية بارزة لمحبين الطبيعة.

تعد البحيرة جزءًا من متنزه بحيرة داناو الطبيعي، وتُعرف بمياهها العذبة الباردة التي توفر بيئة مناسبة للأنشطة السياحية مثل القوارب الصغيرة، التنزه، مراقبة الطيور، والتخييم، كما تحتضن المنطقة المحيطة بالبحيرة أنواعًا متنوعة من النباتات والحياة البرية، مما يعزز أهميتها البيئية والسياحية على حد سواء.